# Alice Dorell

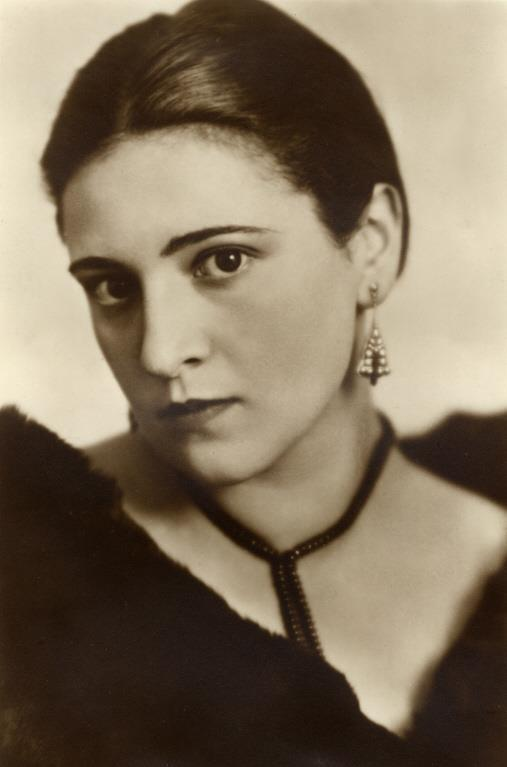
Alice Dorell

Alice Dorell, geboren als Alice Droller, (geboren am 27. Juli 1907 in Mannheim, Deutschland; gestorben am 30. September 1942 im KZ Auschwitz) war eine deutsche Schauspielerin und Kabarettistin.

## Leben

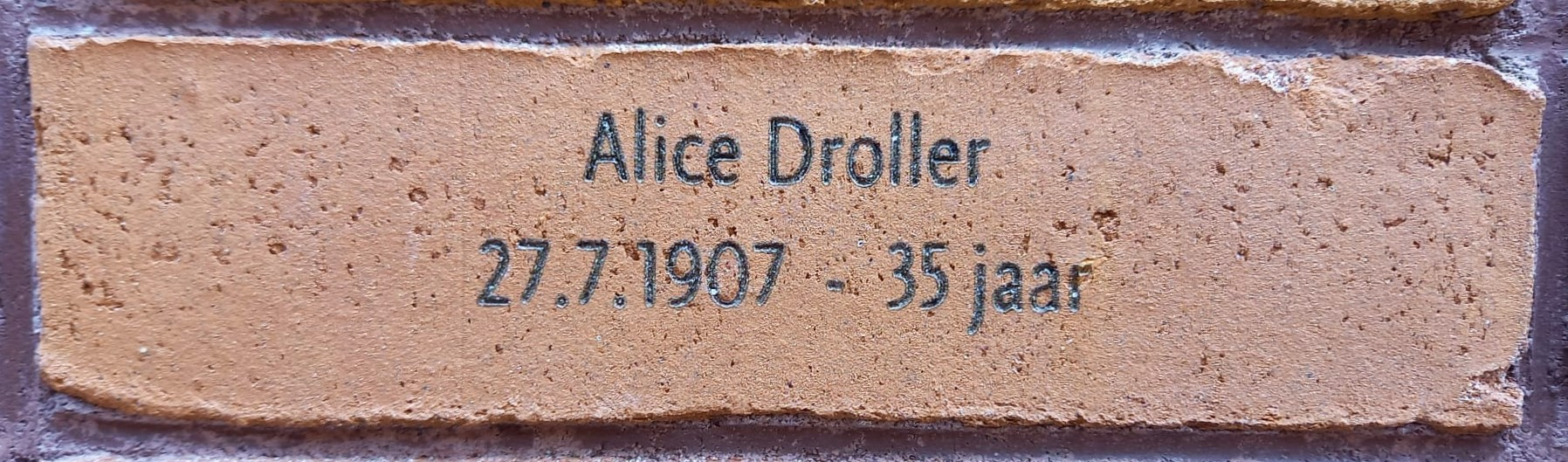
Holocaust Namenmonument, Amsterdam

Alice Droller hatte sich in jungen Jahren in diversen Berufen versucht, etwa als Kindermädchen, als Bedienung in einer Wiener Konditorei und als Souffleuse in Paris. Mit Beginn der 1930er Jahre startete sie ihre künstlerische Laufbahn. Unter dem Pseudonym Alice Dorell erwarb sie sich mit Chansons und eigenen Texten einige Reputation als Kabarettistin, unter ihrem eigentlichen Namen trat die gebürtige Mannheimerin hin und wieder auch an regulären Sprechbühnen wie dem Bremer Schauspielhaus (in der Spielzeit 1930/31) auf.
Die Machtergreifung veranlasste die jüdische Künstlerin mit ihren Eltern und ihrem Bruder Oskar aus den nationalsozialistischen Deutschen Reich zu fliehen. Familie Droller ließ sich in den Niederlanden nieder, wo die Eltern in Den Haag eine Pension betrieben. Alice Dorell gründete eine eigene Formation unter dem Namen „Dorell’s Drie Dames-Cabaret“. Noch kurz nach Ausbruch des Zweiten Weltkriegs trat sie als Entertainerin am Cabaret Pinguin auf.

Die Invasion der Wehrmacht in das westliche Nachbarland 1940 beendete ihre dortigen Aktivitäten. Alice Droller/Dorell wurde in das Durchgangslager Westerbork nahe der deutschen Grenze verbracht und von dort im Sommer (vermutlich am 15. Juli) 1942 direkt in das Vernichtungslager Auschwitz deportiert, wo sie im Herbst desselben Jahres – am selben Tag wie ihr neun Jahre jüngerer Bruder – ermordet wurde. 1944 wurden auch Alices Eltern Julius und Emma nach Auschwitz deportiert, wo sie am 7. Juli desselben Jahres ins Gas geschickt wurden.

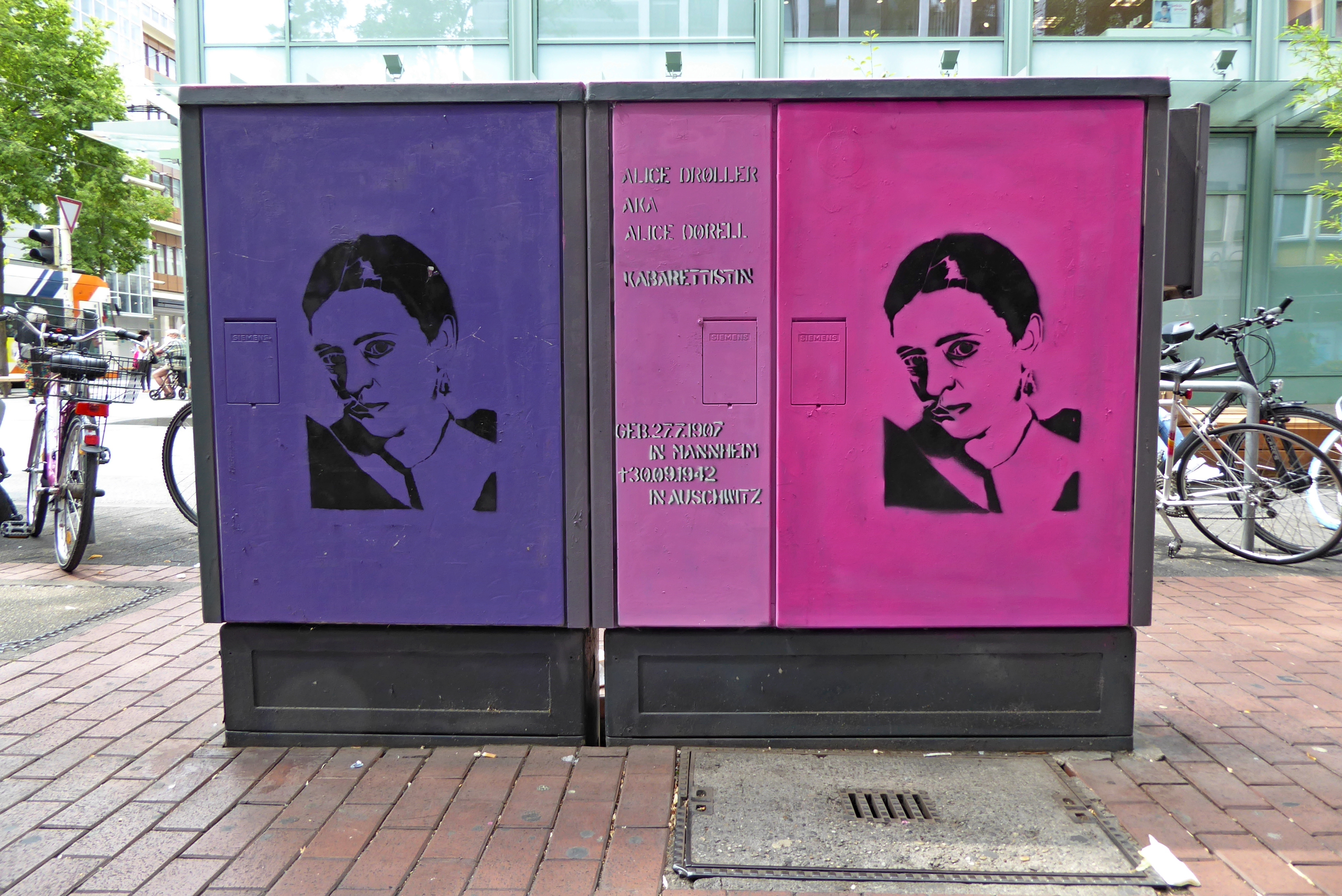
Auftragsgraffiti Stencil in Mannheim, zum Gedenken an Alice Droller aka Alice Dorell. 2022.

## Ehrungen
Am 1. April 2021 schlug die Malerin Konstanze Sailer im Rahmen ihrer digitalen Kunstinitiative Memory Gaps vor, einen Platz bzw. eine Straße in Mannheim nach Alice Dorell zu benennen. Am 22. April 2021 beschloss die Stadt Mannheim, eine Straße im Stadtteil Käfertal-Süd nach Alice Droller zu benennen.